# Eugène III
Eugène III (Bernardo Paganelli di Montemagno), né à Pise vers la fin des années 1080 et mort à Tivoli le 8 juillet 1153, disciple de saint Bernard et moine de Clairvaux, est le 167e pape de l’Église catholique de 1145 à 1153. Reconnu bienheureux par l'Église catholique, sa fête est le 8 juillet.

## Biographie
Moine de l'abbaye de Clairvaux, Eugène III est disciple et ami de Bernard de Clairvaux avec qui il poursuit la réforme engagée par Grégoire VII. Suivant les conseils de son maître à penser, il crée l'auditorium, ancêtre du tribunal de la Rote. Cette institution permet au pape de se dégager des procès de plus en plus nombreux que la papauté devait régler[source insuffisante]. Il crée le Sacré Collège, commence la construction du palais pontifical et approuve l'ordre de Saint-Jean de Jérusalem.
En 1143, il confirme à Dom Philippe, abbé du monastère cistercien Saint-Aubin des Bois en Bretagne toutes les donations reçues par cette abbaye.
Lorsque le royaume de Jérusalem est menacé après la chute du comté d'Édesse, il lance la deuxième croisade par une bulle écrite de Viterbe en décembre 1145 et adressée au roi de France Louis VII le Jeune. Mais ce fut essentiellement Bernard de Clairvaux par son prêche à l'assemblée de l'abbaye de Vézelay le 31 mars 1146, qui en fut le grand animateur. La deuxième croisade sera entreprise en grande partie à l'initiative du roi de France Louis VII le Jeune et du roi des Romains Conrad III.
Forcé de s'éloigner de Rome, la ville étant contrôlée par Arnaud de Brescia, il voyage en Italie, en Allemagne, en France et ne peut rentrer que momentanément à Rome. Pendant son séjour en France, il tient un synode à Paris pour examiner la doctrine de Gilbert de la Porrée, qu’il condamne. Il visite également Clairvaux, l'abbaye de sa jeunesse (1146).
Il consacre l'église Saint-Pierre à Montmartre le 21 avril 1147, lundi de Pâques 1147. Le 27 avril, il assiste à Paris au chapitre général de l'ordre du Temple. À cette occasion, il accorde aux Templiers le port de la croix rouge sur leur manteau blanc.
Cette même année 1147, Eugène III prêche une croisade contre les hérétiques du Midi de la France, parallèlement à la Deuxième Croisade dirigée par Louis VII et Conrad III, et pour première fois accorde les indulgences pour combattre des chrétiens sur le sol européen. En 1157, sur ses recommandations le concile de Reims édictera des peines sévères même contre les simples croyants ou suspects de catharisme, respectivement marque sur le front au fer rouge et épreuve du feu. 
Il consacre l'abbatiale de l'abbaye de Fontenay le 21 septembre 1147 en présence de dix cardinaux, huit évêques et de nombreux abbés cisterciens, dont celui de Clairvaux, saint Bernard, puis la cathédrale Saint-Étienne de Châlons le 26 octobre, celle de Verdun en novembre. Il donne cette même année 1147 son accord à la fusion de l'abbaye de Savigny, qui devient ainsi la cinquième fille de l'ordre de Cîteaux, adoptant la règle et l'habit de l'ordre.
En 1148, il préside le concile de Reims, auquel assiste Bernard de Clairvaux et son ami le saint abbé Gossuin d'Anchin dans lequel furent examinées de nouveau et condamnées définitivement les six propositions de Gilbert de la Porrée, évêque de Poitiers.
C'est le premier pape à s'installer au Vatican, où il construit un palais sur la base du noyau laissé par le pape Léon III.
Eugène III meurt le 8 juillet 1153 à Tivoli.
Il est béatifié le 3 octobre 1872.

## Relations entre le pape Eugène III et le futur pape anglais Adrien IV
Le pape Eugène III dut tout d'abord trancher dans une affaire où le futur pape Adrien IV avait été désigné comme supérieur d'une communauté religieuse (abbaye Saint-Ruf d'Avignon). En effet, peu après l'élection du futur pape, la communauté entra en conflit avec ce choix et c'est alors Eugène III qui trancha en orientant la communauté sur une autre voix,.
Dans la même lancée, le pape Eugène prit alors la liberté d'envoyer plutôt le futur pape Adrien en mission en Norvège et au Danemark. Cette mission allait alors apporter beaucoup de prestige au futur pape Adrien IV,.

## Les bulles
- Militia Dei, en 1145
- Quantum praedecessores, 1er décembre 1145
- Pie postulatio, le 15 janvier 1146[12]
- Si in rebus..., 1er mai 1146[12]
- Desiderium quod..., 12 octobre 1147[13]
- Venerabilis fratris, 6 avril 1148[12]
- Sicut devoti, 20 février 1151[12]
- Licet Universis..., 3 mars 1153[12]
- Ex comisso nobis..., 27 avril 1153[12]
- In eminenti..., 4 mai 1153[12]
- Cum a nobis, 7 juillet 1153[12]